# Kristinehamns revir
Kristinehamns revir var ett skogsförvaltningsområde inom Bergslags överjägmästardistrikt som omfattade av Värmlands län Visnums härad samt Varnums socken i Ölme härad och av Örebro län de delar av Bjurtjärns socken i Karlskoga bergslag, som tillhörde Vassgårda kronopark. Reviret, som var indelat i fyra bevakningstrakter, omfattade 13 127 hektar allmänna skogar (1920), varav tre kronoparker med en areal av 10 925 hektar.